# Stephanostegia capuronii
Stephanostegia capuronii là một loài thực vật thuộc họ Apocynaceae. Đây là loài đặc hữu của Madagascar.